# 弗兰克·鲍姆
弗兰克·鲍姆（德語：Frank Baum，1956年1月30日—），德国男子足球运动员，司职后卫。他曾代表东德国奥队参加1980年夏季奥林匹克运动会足球比赛，获得一枚银牌。